# Бусманци
Бусманци (болг. Бусманци) — село в Болгарии. Находится в Городской области Софии, входит в общину Столична. Население составляет 1 698 человек.

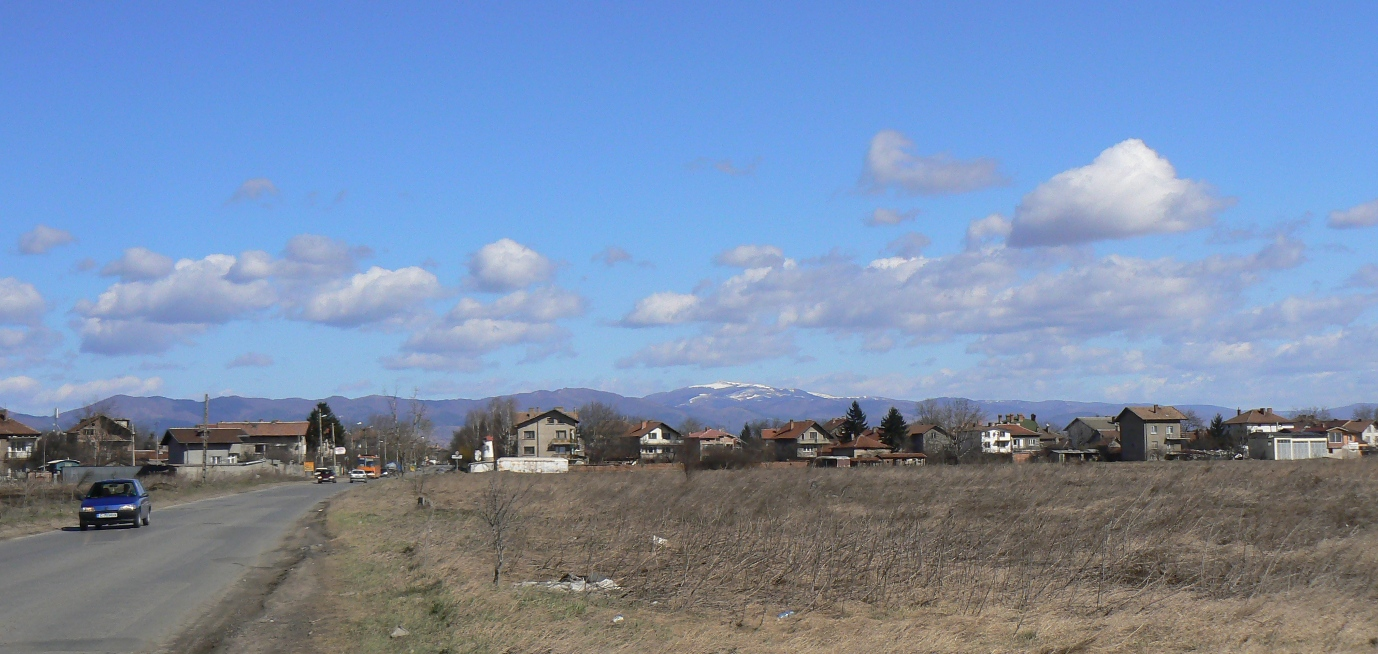

## Политическая ситуация
В местном кметстве Бусманци, в состав которого входит Бусманци, должность кмета (старосты) исполняет Валентин Филипов Спасов (независимый) по результатам выборов.
Кмет (мэр) общины Столична — Бойко Методиев Борисов (Граждане за европейское развитие Болгарии (ГЕРБ)) по результатам выборов.